# インターネット・オラクル
インターネット・オラクル (The Internet Oracle) とは、ソクラテス式問答のような形式によるユーモアの集積である。歴史的には The Usenet Oracle としても知られる。
ユーザーが電子メールまたはインターネット・オラクルのウェブサイトから「オラクル」に質問を送ると、別の質問をしたユーザーや、質問に答えたい別のユーザーに送信される。この第二のユーザーが質問に答えることができる。（答えないこともできる。24時間以内に答えない場合は他のユーザーが答えられるようにその質問は待ち行列に戻される。）一方、はじめの質問者には、答えるかどうかを選べる別の質問が送られる。すべてのメッセージ交換は中央配信システムが行い、すべてのユーザーを匿名にする。
完成した問答をオラキュラリティと呼ぶ。

## 形式
有名な問答の例をひとつ挙げる。
The Usenet Oracle has pondered your question deeply.
Your question was:
> Why is a cow?
And in response, thus spake the Oracle:
} Mu.
オラキュラリティには 禅 をネタにしたものも多く、機知に飛んだ言葉遊びになっている。上の例は禅問答と牛の鳴き声を掛けた洒落である。
インターネットに接続するパソコンが少なかったオラクル初期の数年ほど多くはないが、コンピュータやインターネットに関するユーモアも一般的である。 
ほとんどのオラキュラリティは上の例に比べてとても長く、とりとめのない物語や、詩、トップ10リスト、アドベンチャー・ゲームの真似、そのほかプレーンテキストで表現できるあらゆる形式を取る。
複雑なオラクルの「神話」は、全知の人間的でマニアックな神格と、彼にへつらう神官や取り巻きという図式で展開してきた。
- *ZOT* (ZOT スタッフで管理される。LART 参照) はオラクルが怒った際に発せられる。*ZOT* は稲妻のような一撃で、たいてい致命的である。不道徳な参加者が、ふさわしくない *ZOT* を使うことがある。 (*ZOT* という語そのものは、連載漫画「B.C.」に由来するかもしれない。一説には、 Walter Karig (英語版)の1947年の小説「Zotz!」に由来する。小説中では、誰かが誰かまたは何かを指さして「Zotz!」と言うと、たちまちバラバラになるのである。)
- ウッドチャック(woodchuck)の質問は *ZOT* を導く確実な方法である。 オラクルはしばしば "woodchuck" を "w..dch.ck" と伏せ字にしたり、単に遠回しな表現を使ったりする。(「異様なサイズのげっ歯類」など)  これは、The Usenet Oracle の初期に決まり文句のようにたびたび寄せられた、次のような「ウッドチャックの質問」に由来する。  "How much wood would a woodchuck chuck if a woodchuck could chuck wood?"  （訳注: 英語の早口言葉の一種）
- 伝統的に、質問はオラクルを崇める言葉で始められる。「崇高にして偉大なるオラクルよ、どうか私のつまらぬ疑問にお答えください」といった具合である。賛美はしばしば独創的で、とても長いものもあり、質問の一部になっていることもある。
- オラクルの答えは伝統的に、「あなたはオラクルにゴムのチキン(英語版)とキャデラックを負っている」といった具合に、支払いの要求を含んでいる。 この部分は、しばしば ("You owe the Oracle" の形であることから) YOTO行、あるいはトリビュート（貢物）と呼ばれ、償いとしてしばしばその答えの内容に関連した品物を要求する。
- DMP、Dumpie、またはクーラーインシデントについて質問すると、ナイジェリアの口座から巨額の資金を送金することで利益を上げる方法の詳細が答えられる（ナイジェリア詐欺を参照）[要出典]

たびたび登場する人物（ジョーク上のものも含め）についての「神話」が長年にわたって蓄積されている。
これらには、役立たずの大祭司 Zadoc (時に、その助手 Kendai)、オラクルのガールフレンド Lisa the Net.Sex.Goddess、さまざまな神々、原始人 Og が含まれる。

## 運営、ダイジェスト、「祭司」
各オラキュラリティを読み、秀逸作品を選ぶボランティアの「祭司」のグループによってオラキュラリティは定期的なダイジェストにまとめられている。
これらは Usenet (ネットニュース) のニュースグループ news:rec.humor.oracle に投稿されるとともに、メーリングリストでも配信される。
インターネット・オラクルは基本的にくだらない質問をして、ふざけた答えをもらうもので、中傷する意図を持った質問、性的な内容の質問、シリアスな質問は適切ではない（シリアスな質問に対して、非常にくだらないまたは面白い答えが与えられた場合は例外もある）。
特に熟練した（オラクルの）「化身」（ユーザー）は時折、その場に合わせて―不条理に、あるいは真実を隠して、あるいはおかしな視点から真実を組み立て、あるいは法外な貢物を要求するのみで、そのような質問を扱うことがある。

## 議論用 Usenet ニュースグループ
Usenet にはニュースグループ  news:rec.humor.oracle.d があり、インターネット・オラクルのさまざまな参加者によって利用者が多い。
このニュースグループには、使い古された内輪ネタ(TOIJ)、漠然とした引用、皮肉を込めたユーモアが蔓延している。
これは、"OT:..." が on topic を意味するすべての種類の電子メール・マルチキャスト・システムでおそらく唯一のニュースグループである。

## 起源
オラクル・プログラムの最初のアイデアはピーター・ラングストン (英語版) 名義である。1976年に、彼は Harvard Science Center(英語版) の UNIX タイムシェアリングシステム上で動くプログラムを書いた。彼は PSL Games Tape を経由してプログラムを配布し、1988年までに世界中の UNIX に導入された。
1989年、Lars Huttar は大学で友人からラングストンのオラクルについて聞かされた。
どこでコピーを入手できるか知らなかったので、彼は自分でプログラムを書いたが、同じコンピューター上にログインしたユーザーでしか動作しないものだった。8月、Huttar はソースコードを Usenet ニュースグループ alt.sources に投稿した。
インディアナ大学の卒業生でシステムアドミニストレータだった Steve Kinzler は、同年に Huttar のソースコードをダウンロードした。
彼は The Usenet Oracle として大学のサーバーに実装し、プログラムは有名になった。
パデュー大学の卒業生 Ray Moody は、電子メールでアクセスできるようにプログラムを強化した。
これにより、インターネットで誰でもオラクルを使うことができるようになった。
Kinzler がこのバージョンをインディアナ大学の他のコンピューターに導入し、2014年まで存在していた。
1996年3月にインターネット・オラクルに改名している。
Kinzler はその後、最も傑出した「祭司」たちがオラキュラリティを選び、不定期にダイジェストを発行する、という強化を行った。彼はオラクル・プログラムのためにサーバー、ウェブサイト、アーカイブを提供している。

## 派生物
インターネット・オラクルから、the Conversatron、現在は消滅した Forum 2000、Forum3000、TrueMeaningOfLife.com など、Q&Aサイトの数々の亜種が生まれた。
これらには次のような特徴が共通している。
- 答えはユーザーではなく、個人、または個人のグループによって与えられる。
- 答えを様々なキャラクターや文化的概念に帰するため、答えるグループの大部分は舞台裏にとどまっている。
- 質問に対してしばしば複数の答えが付く。
- それぞれの答えには回答者の絵またはアイコンが付く。